# Hermann Martens
Hermann Martens (født 16. april 1877 i Berlin, død 1916) var en tysk cykelrytter, som deltog i OL 1908 i London.
Martens var tysk mester i 1905 og 1906 i 25 km på bane og vandt i alt fem tyske mesterskaber.
Ved OL i 1908 deltog han i flere discipliner uden større held, bortset fra i holdforfølgelsesløb. Her kørte han sammen med Max Götze, Karl Neumer og Richard Katzer. Tyskerne besejrede det franske hold i indledende runde og derpå hollænderne i semifinalen. I finalen mødte de hjemmebanefavoritterne fra Storbritannien, der vandt sikkert med et forspring på ti sekunder ned til tyskerne, mens Canada som bedste taber i semifinalen fik bronze.<ref>Team Pursuit, 1,980 yards, Men, olympedia.org, hentet 17. marts 2023